# Gran Premi de Bèlgica del 2001
Resultats del Gran Premi de Bèlgica de Fórmula 1 de la temporada 2001 disputat al circuit de Spa Francorchamps el 2 de setembre del 2001.

## Resultats
| Pos | No | Pilot                 | Equip              | Voltes | Temps/ Retirada  | Pos. de sortida | Punts |
| --- | -- | --------------------- | ------------------ | ------ | ---------------- | --------------- | ----- |
| 1   | 1  | Michael Schumacher    | Ferrari            | 36     | 1h 08' 05. 002   | 3               | 10    |
| 2   | 4  | David Coulthard       | McLaren - Mercedes | 36     | + 10.098 s       | 9               | 6     |
| 3   | 7  | Giancarlo Fisichella  | Benetton - Renault | 36     | + 27.742 s       | 8               | 4     |
| 4   | 3  | Mika Häkkinen         | McLaren - Mercedes | 36     | + 36.087 s       | 7               | 3     |
| 5   | 2  | Rubens Barrichello    | Ferrari            | 36     | + 54.521 s       | 5               | 2     |
| 6   | 12 | Jean Alesi            | Jordan - Honda     | 36     | + 59.684 s       | 13              | 1     |
| 7   | 5  | Ralf Schumacher       | Williams - BMW     | 36     | + 59.986 s       | 2               |       |
| 8   | 10 | Jacques Villeneuve    | BAR - Honda        | 36     | + 1' 04.970 min. | 6               |       |
| 9   | 22 | Heinz-Harald Frentzen | Prost - Acer       | 35     | + 1 Volta        | 4               |       |
| 10  | 14 | Jos Verstappen        | Arrows - Asiatech  | 35     | + 1 Volta        | 19              |       |
| 11  | 9  | Olivier Panis         | BAR - Honda        | 35     | + 1 Volta        | 11              |       |
| 12  | 15 | Enrique Bernoldi      | Arrows - Asiatech  | 35     | + 1 Volta        | 21              |       |
| 13  | 20 | Tarso Marques         | Minardi - European | 31     | + 5 Voltes       | 22              |       |
| Ret | 11 | Jarno Trulli          | Jordan - Honda     | 31     | Motor            | 16              |       |
| Ret | 8  | Jenson Button         | Benetton - Renault | 17     | Virolla          | 15              |       |
| Ret | 6  | Juan Pablo Montoya    | Williams - BMW     | 1      | Motor            | 1               |       |
| Ret | 19 | Pedro de la Rosa      | Jaguar - Cosworth  | 1      | Col·lisió        | 10              |       |
| Ret | 16 | Nick Heidfeld         | Sauber - Petronas  | 0      | Col·lisió        | 14              |       |
| NVS | 17 | Kimi Räikkönen        | Sauber - Petronas  | 0      | Transmissió      | 12              |       |
| NVS | 18 | Eddie Irvine          | Jaguar - Cosworth  | 0      | Col·lisió        | 17              |       |
| NVS | 23 | Luciano Burti         | Prost - Acer       | 0      | Col·lisió        | 18              |       |
| NVS | 21 | Fernando Alonso       | Minardi - European | 0      | Caixa canvi      | 20              |       |

## Altres
- Pole: Juan Pablo Montoya 1' 52. 072

- Volta ràpida: Michael Schumacher 1' 49. 758 (a la volta 7)